# یواس‌اس استقلال (ال‌سی‌اس-۲)
یواس‌اس استقلال (ال‌سی‌اس-۲) (به انگلیسی: USS Independence (LCS-2)) یک کشتی است که طول آن ۱۲۷٫۴ متر (۴۱۸ فوت) می‌باشد. این کشتی در سال ۲۰۰۸ ساخته شد.